# Ejido Campo Laguna
Ejido Campo Laguna är en ort i Mexiko.   Den ligger i kommunen Culiacán och delstaten Sinaloa, i den västra delen av landet, 1 000 km nordväst om huvudstaden Mexico City. Ejido Campo Laguna ligger 23 meter över havet och antalet invånare är 105.
Terrängen runt Ejido Campo Laguna är platt. Runt Ejido Campo Laguna är det ganska tätbefolkat, med 155 invånare per kvadratkilometer. Närmaste större samhälle är Villa de Costa Rica, 3,6 km nordost om Ejido Campo Laguna. Trakten runt Ejido Campo Laguna består till största delen av jordbruksmark.